# Abdelaziz ben Mohammed ben Ayyaf Al Mouqrin
Titre
Maire de Riyad
1998 – 2012
Le prince Abdelaziz ben Mohammed ben Ayyaf Al Mouqrin (arabe : عبد العزيز بن محمد بن عياف آل مقرن), né en 1958, est un homme politique saoudien, maire de la ville de Riyad, la capitale de l'Arabie saoudite, de 1998 à 2012, date à laquelle il démissionne laissant sa place à Abdallah ben Abdelrahman ben Mohammed al-Mogbel. C'est un membre de la famille royale saoudienne.